# Operace Mořský vlk
Operace Mořský vlk (v originále Operation Seawolf) je válečný film z roku 2022, ve kterém hlavní roli ztvárnil Dolph Lundgren. Jedná se o válečné drama odehrávající se v posledních dnech druhé světové války. Příběh se soustředí na německé námořnictvo a jeho poslední zbývající ponorky, které se spojují pro poslední misi: zaútočit na východní pobřeží Spojených států. Kapitán Hans Kessler, kterého hraje Dolph Lundgren, je zkušený velitel ponorky z obou světových válek a je povolán zpět do služby, aby vedl tuto misi známou jako "Operation Seawolf.

## Děj
Na konci druhé světové války se německé námořnictvo snaží provést poslední zoufalý útok na východní pobřeží Spojených států pomocí svých posledních zbývajících ponorek. Kapitán Hans Kessler, ztvárněný Dolphem Lundgrenem, je zkušený velitel ponorky, který je povolán zpět do služby, aby vedl tuto misi známou jako "Operation Seawolf".
Kessler a jeho posádka se vydávají na nebezpečnou cestu napříč Atlantským oceánem, aby provedli raketový útok na New York. Během mise se posádka potýká s mnoha výzvami, včetně technických problémů s ponorkou, nedostatkem zásob a rostoucím napětím mezi členy posádky. Kessler musí čelit nejen vnějším hrozbám, ale také vnitřním konfliktům, které ohrožují úspěch mise. Přestože je jejich úkol zdánlivě nemožný, Kessler a jeho muži jsou odhodláni dokázat, že i v nejtemnějších chvílích lze najít odvahu a sílu pokračovat.

## Obsazení
- Dolph Lundgren jako kapitán Hans Kessler
- Frank Grillo jako velitel Race Ingram
- Hiram A. Murray jako kapitán Samuel L. Gravely Jr.
- Andrew Stecker jako poručík Erich Reinhart
- Apostolos Gliarmis jako poručík Randolf Lutz
- Luke Steinborn jako poručík Handel Speer
- Aaron Courteau jako velitel Valentine
- Edgar Damatian jako kapitán Ron Haskel
- Bates Wilder jako kapitán Peter Rudolf
- Cody Fleury jako seržant Rynhardt
- Casey Sill jako desátník Allie
- Alexander Bartoli jako desátník Rider
- Hayden Mackey jako seržant Randall
- Charlie David jako mladý Hans Kessler
- Kenna James jako Heidi